# Назаров, Саиб
Саиб Назаров — советский хозяйственный, государственный и политический деятель, Герой Социалистического Труда.

## Биография
Родился в 1911 году в кишлаке Ханабад. Член КПСС с 1938 года.
С 1933 года — на хозяйственной, общественной и политической работе. В 1933—1971 гг. — председатель колхоза «Кизгии» Наманганского района, заведующий Наманганским райземотделом, председатель колхозов «Дехаканабад» и «Красное Знамя», председатель колхоза имени Молотова Гулистанского района Ташкентской области, директор совхоза «Гулистан» Сырдарьинского района, председатель колхоза имени Энгельса Наманганского района, начальник участка, директор совхоза «Уйчи» Уйчинского района Наманганской области.
Указом Президиума Верховного Совета СССР от 11 января 1957 года присвоено звание Героя Социалистического Труда с вручением ордена Ленина и золотой медали «Серп и Молот».
Избирался депутатом Верховного Совета Узбекской ССР 2-го и 5-го созывов.
Умер в 1973 году.